# 노동맥
요골동맥(橈骨動脈) 또는 노동맥(radial artery)은 팔뚝 측면의 주요 동맥이다. 위팔동맥의 분기에서 기원한다.

## 임상적 중요성
요골동맥은 관상동맥우회로이식술에서 다뤄지며 흉부외과 의료진들 사이에서 점차 많이 다뤄지고 있다.